# Hafen Richards Bay
Der Hafen Richards Bay (engl. Port Richards Bay) ist der größte Exporthafen Südafrikas und befindet sich in Richards Bay an der Ostküste des Landes in der Provinz KwaZulu-Natal. Er wird von der staatlichen nationalen Hafenbehörde (Transnet National Ports Authority (TNPA)) betrieben.

## Lage und Allgemeines
Die Hafenanlagen befinden sich in einer Lagune, die von einer flachen Küstenebene umschlossen ist. Das Gelände steigt in westliche Richtung leicht an. In der Dünenlandschaft der Hafenumgebung ist partiell natürlicher Wald (KwaZulu-Natal Dune Forest) vorhanden, wovon auch der Vorort Meer En See profitiert. Das Klima ist subtropisch.
Die Schiffseinfahrt des Hafens besitzt eine Breite von 300 Metern, die sich seewärts auf 400 Meter erweitert. Mit einer Wassertiefe von 22 Metern an der Mole gehört Richards Bay zu den Tiefwasserhäfen. In den Anlegestellen am Kohleterminal existiert eine Baggertiefe von 19 Metern und bei den meisten anderen Piers 14,5 Meter. Der Tidenhub der Gezeiten beträgt 2,47 Meter. Die nächsten Häfen liegen einerseits 160 Kilometer südwestlich in Durban und andererseits 465 Kilometer nördlich in Maputo (Mosambik). Das Hafenkontrollzentrum ist 24 Stunden am Tag in Betrieb. Ein spezieller Liegeplatz für Kreuzfahrt-Passagierschiffe ist nicht vorhanden. Behelfsweise kann eine Anlegebrücke in einer Sonderzone zur Verfügung gestellt werden.

## Geschichte
Als der Commissioner Henry Cloete 1843 den Mündungsbereich des Mhlatuze River erkundete, entwickelte sich danach die Auffassung, dass hier nur ein geringes oder kein Potential für die Errichtung eines Hafens vorhanden sei. Die Lagune fand unter diesem Blickwinkel lange Zeit keine wirtschaftliche Betrachtung.
Als zu Beginn der 1950er Jahre die Industrialisierung Südafrikas Fahrt aufnahm, machte sich ein wachsender Bedarf nach neuen und erweiterten Hafenanlagen bemerkbar.  Die Chamber of Mines, die sehr einflussreiche Vereinigung der Montanindustrie in Südafrika, wies auf die erforderliche Entwicklung des Transport- und Hafenwesens in Südafrika hin. Das gab den Ausschlag für Planungen und Verkehrsinfrastrukturinvestitionen im ganzen Land.
Das Permanent Committee for the Location of Industry empfahl in ihrem Report von 1968 den Auf und Ausbau von neuen Industriezentren in Verbindung mit Eingeborenenreservaten, um den Bedarf an günstigen Arbeitskräften in der arbeitsintensiven Industrie besser decken zu können. Zu den dafür vorgesehenen Standorten gehörte auch die Region Empangeni/Richards Bay.
Im südafrikanischen Parlament wurden 1968 Pläne diskutiert und genehmigt, die den Bau von Verkehrsinfrastruktur in Bezug auf Richards Bay betrafen. Es sollte eine Eisenbahnstrecke zwischen Empangeni und der Bucht gebaut werden. Die Pläne umfassten auch die Errichtung einer Fernstraße bis nach Vryheid, um die gering entwickelten Regionen verkehrlich besser anzubinden. Der damalige Minister für Wirtschaft berichtete im Mai 1968 über die laufenden Planungen zum Bau des Hafens. Eine Planungsgruppe aus Mitarbeitern des Permanent Committee, der Industrial Development Corporation und der Provinzverwaltung befasste sich mit den Vorbereitungen für ein Industriegebiet in Richards Bay. Dazu wurde die Fläche des bestehenden African Reserve No. 6 benötigt und zum Bau zwei neuer Townshipsiedlungen für die Reservatsbewohner und weiterer an Industriearbeit interessierter Zuzügler vorgesehen. Während dieser Zeit befand sich eine Aluminiumschmelzanlage bereits in der Bauphase.
Mit der Proclamation 82 vom 20. März 1970 hob die Regierung das Reservat Nr. 6 auf. Dessen Fläche betrug 4.856 Hektar. Den Bewohnern wurde zur Neuansiedlung ein 36.354 Hektar großes Areal im äußersten Norden der Provinz angeboten, am Pongola River unweit des Reservats Nr. 14 und dem Ndumu Game Reserve. Das betraf 647 afrikanische Familien des Mandlazini-Stammes, bestehend aus 5579 Personen, unter denen jedoch wenig Interesse an einer weit entfernten Neuansiedlung oder einer künftigen Behausung im Township bestand. Aus der Bantu Affairs Commission kam die Begründung für dieses Vorgehen, wonach die Fläche des Reservates für die Errichtung eines neuen Townships zur Unterstützung des neuen Border-Industry-Areals von Richards Bay benötigt würde.
Die Aluminiumschmelzanlage von ALUSAF ging 1972 in Betrieb. Im selben Jahr begann der parlamentarische Beratungsprozess für das Projekt eines Handelshafens unter der Bezeichnung Richards Bay Lagoon. Die Transvaal Coal Owners Association schloss 1972 mit japanischen Stahlherstellern einen über zehn Jahre laufenden Vertrag zur Lieferung von 27 Millionen Tonnen Kohle pro Jahr ab. Diese Vereinbarung beförderte den zügigen Ausbau von diesbezüglichen Transportkapazitäten. Vor Mitte der 1970er Jahre begann der Bau des Hafens von Richards Bay an der Ostküste von Südafrika. Begünstigt wurde seine Errichtung durch die natürliche Lagune im Mündungsbereich eines Flusses, wodurch es zu erheblichen Eingriffen in eine vorhandene reichhaltige Biosphäre kam.
Im Jahr 1974 berichtete der Minister für Transportwesen, dass beim Bau einer neuen Eisenbahn-Kohlentransportstrecke für drei große Streckenabschnitte bereits etwa 184 Mio. Rand investiert worden waren. In der Schmelzanlage von ALUSAF schlossen die Erweiterungsarbeiten für den Maximalausbau ab. Triomf Fertilizer Investments begann den Bau einer Fabrik zur Herstellung von Phosphorsäure, deren Produktionsbeginn für Oktober 1976 mit einer Jahresmenge von 400.000 Tonnen vorgesehen war. Die Industrial Development Corporation informierte 1974 über Planungen, wonach die Errichtung von Titanverarbeitungsanlagen erwogen würde.
Am 1. April des Jahres 1976 erfolgte die offizielle Eröffnung des Hafens. Zu diesem Zeitpunkt bestand im Bereich Kohle eine jährliche Umschlagkapazität von 12 Mio. Tonnen pro Jahr. Das Schüttgut-Terminal repräsentiert den historischen Kern der Hafenentwicklung und erzielte im ersten Jahr eine Warenumschlagmenge von 100.000 Tonnen.
In Folge des sinkenden Erhaltungszustandes der Nationalstraße R33 zwischen Mpumalanga und dem Hafen verlor dieser Frachtanteile an andere Häfen. Zunehmende Frachtmengen von Manganerz und Kohle gelangen auf diese Weise zur Verschiffung zum Hafen Maputo und Früchte zum Hafen Kapstadt.

## Hafenanlagen
Für den Ladungsumschlag stehen im Hafen Richards Bay ein Terminal für Schüttgut (Dry Bulk Terminal), ein  Mehrzweckterminal (Multi Purpose Terminal) und das von einem Konsortium betriebenen Kohleterminal, dem Richards Bay Coal Terminal (RBCT) zur Verfügung. Von anderen Eigentümern werden ein Terminal für Flüssigmassengut und ein Holzterminal betrieben. Es gibt eine kleine Schiffsreparatureinrichtung im Small Craft Port.

### Mehrzweckterminal
Das Mehrzweckterminal (Multi Purpose Terminal – MPT) liegt im Bereich des Tiefwasserhafens von Richards Bay und gliedert sich in zwei Bereiche, Bulk Metal und die Combi Terminals. Hier können Massengüter und Containerfracht umgeschlagen werden. Das MPT hat sechs Anlegeplätze und eine jährliche Verladekapazität von 5,6 Mio. Tonnen.
Es befinden sich auf dem MPT-Areal Lagerhallen, deren gesamte Nutzfläche 10.000 m² betragen, die mit Planen um weitere 8000 m² ergänzt werden können. Ferner sind 4500 m² in einfachen Schuppen verfügbar. Die vorhandene offene Lagerfläche beträgt 330.000 m², davon 75.000 m² für Stahlprodukte und ein Log-Terminal von 55.000 m².

### Schüttgutterminal
Das Schüttgutterminal (Dry Bulk Terminal – DPT) verfügt über ein einzigartiges Fördersystem, das die Verladung von mehreren Rohstoffen gleichzeitig ermöglicht und eine gegenseitige Verunreinigung ausschließt. Das verringert bzw. vermeidet einen möglichen Reinigungsaufwand der Güter. Die zulässige Maximalgröße der einzelnen Schüttgutkomponenten liegt bei 65 Millimeter. Die hier umgeschlagenen Schüttgutarten sind vielfältig. Im Einzelnen sind das: Andalusit, Magnetit, Roheisen, Rutil, Zirkon, Titan-Schlacke, Vanadium-Schlacke, Mangankonzentrate, Chromkonzentrate, Vermiculit, Phosphatgesteine, Aluminiumoxid, Koks, Anthrazitkohle, Hochofenkohle, Petrolkoks, Steinsalz, Schwefel und Hackschnitzel.

### Kohleterminal

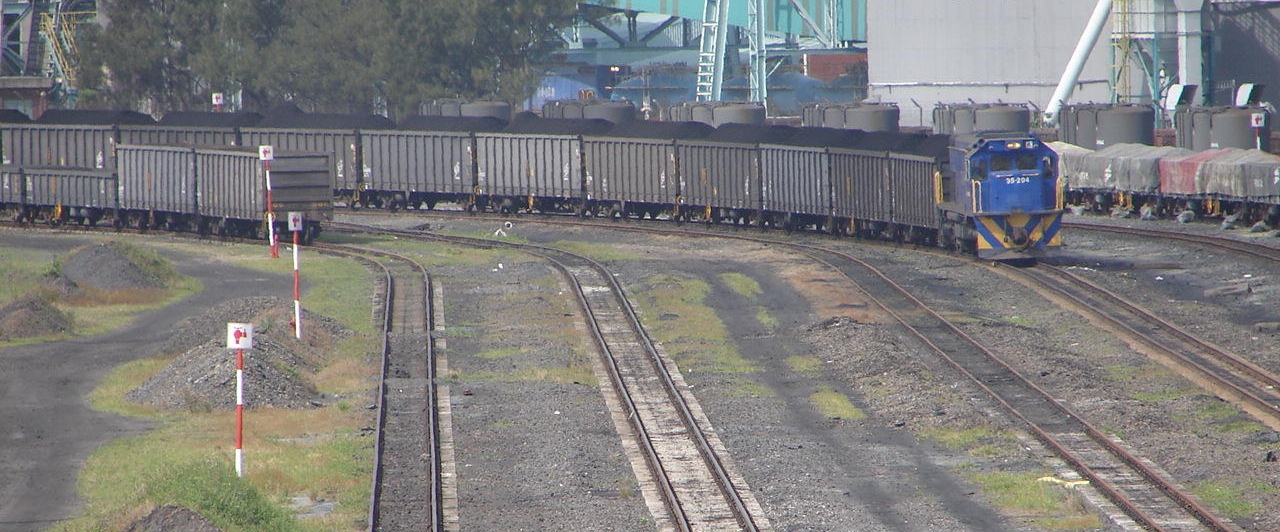
Kohleanlieferung im Hafenareal

Das Richards Bay Coal Terminal, abgekürzt RBCT ist eine von der Richards Bay Coal Terminal Proprietary Ltd. betriebene Verladeanlage, um über die Richards Bay Coal Line angelieferte Kohle aus den Bergwerken in Mpumalanga verschiffen zu können. In dieser Region wird 80 Prozent der südafrikanischen Kohle abgebaut, der Export erfolgt fast ausschließlich über den Hafen Richards Bay.
Die Eigentümergruppe besteht aus einem Konsortium von 14 Firmen, darunter Glencore, Anglo American und BHP Billiton. Die jährliche Umschlagmenge ist durch mehrfachen Ausbau der Anlage gesteigert worden und erreichte 2009 die Kapazität von 91 Mio. Tonnen pro Jahr. Die Kaianlage des Terminals besitzt eine Länge von 2.200 Metern und verfügt über 6 Anlegestellen mit insgesamt vier Beladeanlagen. Die zwei größten Schiffsbeladeanlagen können jeweils 10.000 bzw. 11.000 Tonnen pro Stunde fördern.

### Tankterminal
Das Tankterminal (Richards Bay Bunker Terminal) von Joint Bunker Services hält Marinedieselöl und Marine Fuel Oil zur Verladung bereit.

### Flüssigmassengutterminal
Im Flüssigmassengutterminal (Bulk Liquids Terminal) stehen verschiedene Flüssigchemikalien zur Verfügung. Es handelt sich dabei hauptsächlich um Propen, Butadien, Ammoniak, Hexan, Oktan, Aceton und technischen Alkohol. Die hier tätigen Firmen sind Richards Bay Bulk Storage (Pty.) Ltd. und Island View Storage Ltd.

### Phosphorsäureterminal
Sasol Agri betreibt ein Terminal (Agri Terminal) zur Verladung von Phosphorsäure. Sie steht in vier Tanks zur Verfügung und wird mittels Pipelines zu den Schiffen gepumpt.

## Verkehrsanbindungen
Im überregionalen Straßennetz ist der Hafenbereich über mehrere Routen angebunden:
- Die National Route 2 (N2), eine die Küste von KwaZulu-Natal entlang führende Nationalstraße, über die alle wichtigen Zentren des Landes erreichbar sind.
- Der John Ross Highway (R34), eine Provinzhauptverkehrsstraße, die von Empangeni kommend nach Richards Bay zum Hafenareal und den benachbarten Industriegebieten führt.
- Vier weitere Regionalstraßen aus der Umgebung führen an das Hafengebiet heran.

Der Flughafen, Richards Bay Airport, gehört nicht zum Hafengebiet, wird von der halbstaatlichen Airports Company South Africa verwaltet und gewährleistet Flüge nach Johannesburg zum OR Tambo International Airport.